# アシオ
アシオは、日本の漫画家、イラストレーターである。

## 活動
主に『漫画ばんがいち』、『コミックメガミルク』、『月刊ドラゴンエイジ』、『エイジプレミアム』などの媒体で活動している。『漫画ばんがいち』では、表紙を担当することもある。

## 特徴
明るいギャグ系の作品が多いことが特徴として挙げられる。

## 主な作品

### 連載
成年向け
- 高山神社のはるかさん（『漫画ばんがいち』）
  - 高山神社のはるかさん（2010年1月30日発売 コアマガジン、ISBN 978-4862527851）表題作と、読み切り数本を収録
  - 秘密のティッシュbreak（2010年12月24日発売 コアマガジン、ISBN 978-4862529800）前巻の続編と、読み切り数本を収録
  - はるか色ミダラ（2015年9月30日発売、コアマガジン、ISBN 978-4864368346）前巻の続編と、読み切り数本を収録
- Bust blast me（『web漫画ばんがいち』）全1巻（電子書籍）
- 千尋の極み（『web漫画ばんがいち』）全1巻（電子書籍）

一般向け
- 生徒会の日常（『月刊ドラゴンエイジ』）/ 生徒会の日常 番外編 せーとかいのにちじょう（『エイジプレミアム』）全1巻

### 読み切り
- 漫画ばんがいち
  - ユカナデ シリーズ
  - 秘密のおねえちゃん
  - スコティッシュフォールド シリーズ
  - The Nightmare of SWEETMILK

- コミックメガミルク
  - 子供じゃないもん!

- ヤングコミック
  - あなたのお医者さん
  - 日常、ときどき痴女
  - 二人の距離

- クイーンズブレイド(ホビージャパン)
  - 「お姉ちゃん大好き！」 (キャラの!vol.11)
  - 「エルフの秘密」 (キャラの!vol.12)
  - 「天使のささやき」(キャラの!vol.13)
  - 「猿とメイド」 (キャラの!vol.14)
  - クイーンズブレイド流浪の戦士　公式ナビゲートブック (ISBN 978-4894258440)
  - クイーンズブレイド スパイラルカオス オフィシャルガイドブック (ISBN 978-4894259744)

### アンソロジー
- クイーンズブレイド 流浪の戦士 コミックアラカルト1　(読み切り「お姉ちゃん大好き！」「エルフの秘密」の再録)
- クイーンズブレイド 流浪の戦士 コミックアラカルト2　(読み切り「天使のささやき」「猿とメイド」の再録)

### 挿絵
ジュブナイルポルノ
- しゃーまんず・さんくちゅあり-巫女の聖域-(2011年4月28日発売 著者：天草白、原作：アリスソフト、ぷちぱら文庫、ISBN 978-4894906853）

ライトノベル
- 千の魔剣と盾の乙女（著者：川口士、一迅社文庫) 2010～2015年、全15卷
- 聖剣と魔杖の多重継承（2015年11月20日、著者：湖山真、一迅社文庫、ISBN 978-4758047722）

### イラスト集
- アシオ ART WORKS 千の魔剣と盾の乙女画集 （一迅社、2015年） ISBN 978-4-7580-4710-4